# Benoît Costil
Benoît Costil (Caen, 3 luglio 1987) è un ex calciatore francese, di ruolo portiere. Con la nazionale francese è diventato vicecampione d'Europa nel 2016 e ha vinto la UEFA Nations League 2020-2021.

## Carriera

### Club
Dopo tre stagioni al Caen, nel 2008 viene ceduto in prestito al Vannes, in Ligue 2. Terminato il prestito, viene acquistato dal Sedan, in cui milita per due stagioni. Nel 2011 viene acquistato dal Rennes.
Il 24 maggio 2017 viene acquistato dal Bordeaux per rimpiazzare Cédric Carrasso. Il suo impatto con la formazione girondina è subito evidente, tanto che, nella stagione 2019-2020 viene nominato capitano.
Dopo aver perso il ruolo da capitano con l'acquisto di Laurent Koscielny, nel corso della stagione 2021-2022 inizia a ricevere critiche da parte dei tifosi del Bordeaux a causa del suo basso rendimento. La situazione lo porta ad annunciare, nel marzo 2022, di voler abbandonare la squadra al termine della stagione.
Terminata la stagione con la retrocessione in Ligue 2, il 16 luglio 2022 si trasferisce a titolo definitivo all'Auxerre, neopromosso in Ligue 1. Il 7 agosto seguente debutta con gli auxerroise nell'ampia sconfitta per 4-1 contro il Lilla.
Il 26 gennaio 2023, dopo aver subito 41 reti nelle prime 19 gare di campionato, si trasferisce a titolo definitivo proprio al Lilla.
Il 31 luglio 2023 sottoscrive un contratto annuale con la Salernitana. Esordisce con i granata il 13 agosto, disputando da titolare la sfida di Coppa Italia contro la Ternana, vinta per 1-0. Il 22 ottobre esordisce in Serie A giocando da titolare la partita interna contro il Cagliari, pareggiata per 2-2. . L'annata col club campano si conclude con la retrocessione del club. Lui nella stagione totalizza 13 presenze e 29 reti subite rimanendo svincolato a fine stagione.

### Nazionale
Nel 2007 viene convocato dalla nazionale francese Under-21, con cui colleziona una presenza. Nell'ottobre 2014 viene convocato dalla nazionale francese per alcune amichevoli. Viene convocato per gli Europei 2016 in Francia. Esordisce in nazionale il 15 novembre 2016 in occasione dell’amichevole pareggiata per 0-0 contro la Costa d'Avorio.

## Statistiche

### Presenze e reti nei club
Statistiche aggiornate al 26 aprile 2024.
| Stagione        | Squadra         | Campionato      | Campionato | Campionato | Coppe nazionali | Coppe nazionali | Coppe nazionali | Coppe continentali | Coppe continentali | Coppe continentali | Altre coppe | Altre coppe | Altre coppe | Totale | Totale |
| Stagione        | Squadra         | Comp            | Pres       | Reti       | Comp            | Pres            | Reti            | Comp               | Pres               | Reti               | Comp        | Pres        | Reti        | Pres   | Reti   |
| --------------- | --------------- | --------------- | ---------- | ---------- | --------------- | --------------- | --------------- | ------------------ | ------------------ | ------------------ | ----------- | ----------- | ----------- | ------ | ------ |
| 2005-2006       | Caen            | L2              | 4          | -4         | CF+CdL          | 1+1             | 0 + -2          | -                  | -                  | -                  | -           | -           | -           | 6      | -6     |
| 2006-2007       | Caen            | L2              | 0          | 0          | CF+CdL          | 0+1             | -1              | -                  | -                  | -                  | -           | -           | -           | 1      | -1     |
| 2007-2008       | Caen            | L1              | 5          | -12        | CF+CdL          | 0+2             | -6              | -                  | -                  | -                  | -           | -           | -           | 7      | -18    |
| Totale Caen     | Totale Caen     | Totale Caen     | 9          | -16        |                 | 5               | -9              |                    | -                  | -                  |             | -           | -           | 14     | -25    |
| 2008-2009       | Vannes          | L2              | 27         | -31        | CF+CdL          | 0+0             | 0               | -                  | -                  | -                  | -           | -           | -           | 27     | -31    |
| 2009-2010       | Sedan           | L2              | 38         | -45        | CF+CdL          | 2+5             | -1 + -3         | -                  | -                  | -                  | -           | -           | -           | 45     | -49    |
| 2010-2011       | Sedan           | L2              | 38         | -37        | CF+CdL          | 2+1             | -2 + -0         | -                  | -                  | -                  | -           | -           | -           | 41     | -39    |
| Totale Sedan    | Totale Sedan    | Totale Sedan    | 76         | -82        |                 | 10              | -6              |                    | -                  | -                  |             | -           | -           | 86     | -88    |
| 2011-2012       | Rennes          | L1              | 37         | -42        | CF+CdL          | 5+0             | -5              | UEL                | 9                  | -10                | -           | -           | -           | 51     | -57    |
| 2012-2013       | Rennes          | L1              | 37         | -58        | CF+CdL          | 0+5             | -4              | -                  | -                  | -                  | -           | -           | -           | 42     | -62    |
| 2013-2014       | Rennes          | L1              | 38         | -45        | CF+CdL          | 6+0             | -5              | -                  | -                  | -                  | -           | -           | -           | 44     | -50    |
| 2014-2015       | Rennes          | L1              | 38         | -42        | CF+CdL          | 3+3             | -5 + -4         | -                  | -                  | -                  | -           | -           | -           | 44     | -51    |
| 2015-2016       | Rennes          | L1              | 31         | -45        | CF+CdL          | 2+0             | -5              | -                  | -                  | -                  | -           | -           | -           | 33     | -50    |
| 2016-2017       | Rennes          | L1              | 38         | -42        | CF+CdL          | 2+1             | -4 + -2         | -                  | -                  | -                  | -           | -           | -           | 41     | -48    |
| Totale Rennes   | Totale Rennes   | Totale Rennes   | 219        | -274       |                 | 27              | -34             |                    | 9                  | -10                |             | -           | -           | 254    | -318   |
| 2017-2018       | Bordeaux        | L1              | 36         | -45        | CF+CdL          | 1+0             | -2              | UEL                | 2                  | -2                 | -           | -           | -           | 39     | -49    |
| 2018-2019       | Bordeaux        | L1              | 37         | -42        | CF+CdL          | 1+1             | -1 + -3         | UEL                | 12                 | -9                 | -           | -           | -           | 51     | -55    |
| 2019-2020       | Bordeaux        | L1              | 28         | -34        | CF+CdL          | 0+1             | -2              | -                  | -                  | -                  | -           | -           | -           | 29     | -36    |
| 2020-2021       | Bordeaux        | L1              | 38         | -56        | CF              | 0               | 0               | -                  | -                  | -                  | -           | -           | -           | 38     | -56    |
| 2021-2022       | Bordeaux        | L1              | 25         | -62        | CF              | 0               | 0               | -                  | -                  | -                  | -           | -           | -           | 25     | -62    |
| Totale Bordeaux | Totale Bordeaux | Totale Bordeaux | 164        | -239       |                 | 4               | -8              |                    | 14                 | -11                |             | -           | -           | 182    | -258   |
| 2022-gen. 2023  | Auxerre         | L1              | 19         | -41        | CF              | 0               | 0               | -                  | -                  | -                  | -           | -           | -           | 19     | -41    |
| gen.-giu. 2023  | Lilla           | L1              | 0          | -0         | CF              | 0               | 0               | -                  | -                  | -                  | -           | -           | -           | 0      | -0     |
| 2023-2024       | Salernitana     | A               | 13         | -29        | CI              | 2               | 0               | -                  | -                  | -                  | -           | -           | -           | 15     | -29    |
| Totale carriera | Totale carriera | Totale carriera | 527        | -712       |                 | 48              | -57             |                    | 23                 | -21                |             | -           | -           | 597    | -790   |

### Cronologia presenze e reti in nazionale
| Cronologia completa delle presenze e delle reti in nazionale ― Francia | Cronologia completa delle presenze e delle reti in nazionale ― Francia | Cronologia completa delle presenze e delle reti in nazionale ― Francia | Cronologia completa delle presenze e delle reti in nazionale ― Francia | Cronologia completa delle presenze e delle reti in nazionale ― Francia | Cronologia completa delle presenze e delle reti in nazionale ― Francia | Cronologia completa delle presenze e delle reti in nazionale ― Francia | Cronologia completa delle presenze e delle reti in nazionale ― Francia |
| Data                                                                   | Città                                                                  | In casa                                                                | Risultato                                                              | Ospiti                                                                 | Competizione                                                           | Reti                                                                   | Note                                                                   |
| ---------------------------------------------------------------------- | ---------------------------------------------------------------------- | ---------------------------------------------------------------------- | ---------------------------------------------------------------------- | ---------------------------------------------------------------------- | ---------------------------------------------------------------------- | ---------------------------------------------------------------------- | ---------------------------------------------------------------------- |
| 15-11-2016                                                             | Lens                                                                   | Francia                                                                | 0 – 0                                                                  | Costa d'Avorio                                                         | Amichevole                                                             | -                                                                      |                                                                        |
| Totale                                                                 |                                                                        | Presenze                                                               | 1                                                                      |                                                                        | Reti                                                                   | -0                                                                     |                                                                        |

## Palmarès

### Nazionale
- Campionato d'Europa Under-17: 1

2004
- UEFA Nations League: 1

2020-2021